# Robert Haldane

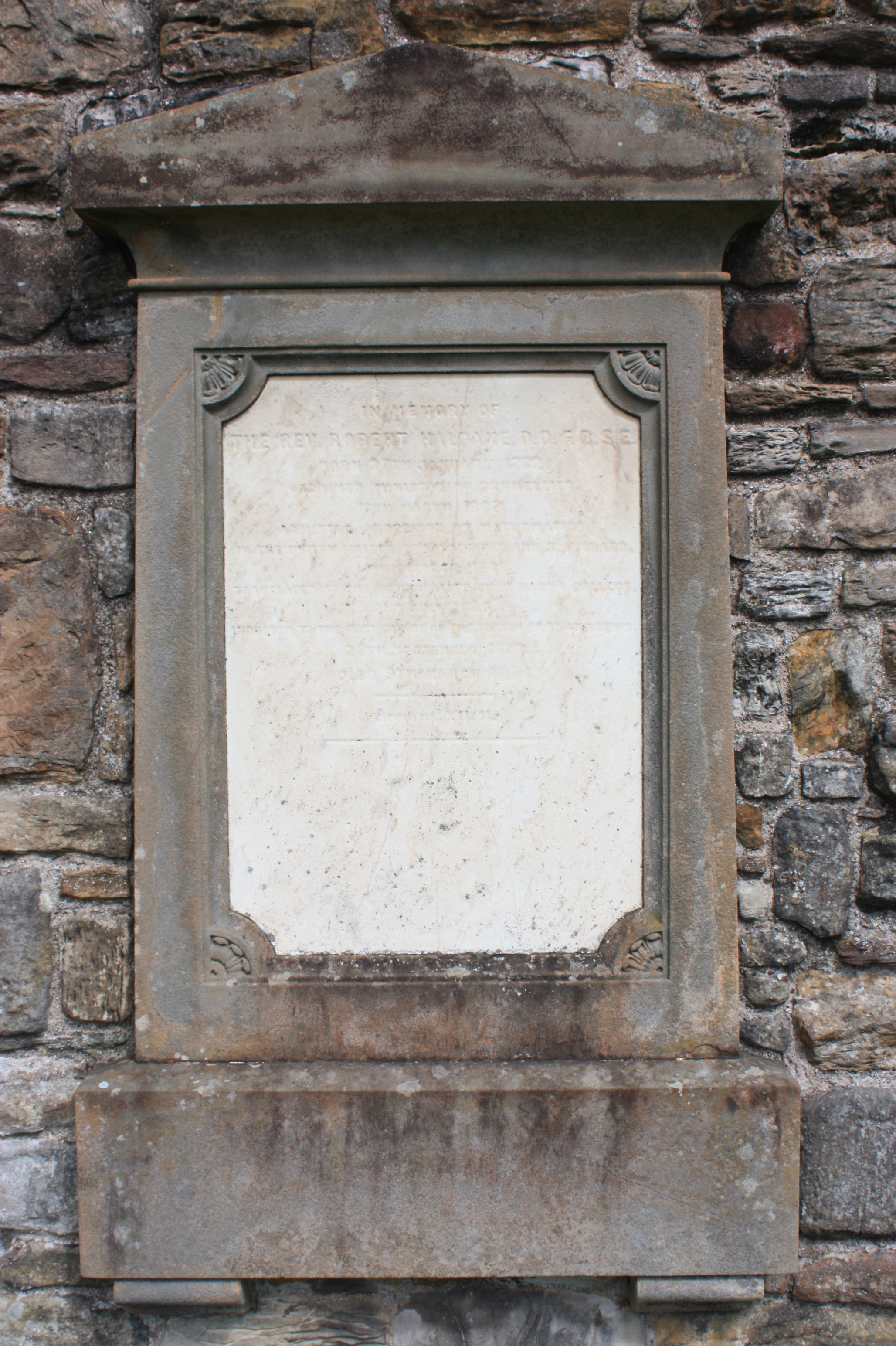
Sepultura de Robert Haldane, adro da Catedral de St Andrews

Robert Haldane (Perthshire, Escócia, 27 de janeiro de 1772 – St. Andrews, 9 de março de 1854) foi um matemático e ministro da Igreja da Escócia britânico.

## Vida
Filho de um fazendeiro em Overtown, Lecropt, nas fronteiras de Perthshire e Stirlingshire; recebeu seu nome devido a Robert Haldane, então proprietário do Castelo Airthrey. Foi educado na escola em Dunblane e estudou na Universidade de Glasgow.
Haldane tornou-se um professor particular, primeiro na família em Leddriegreen, Strathblane, e depois com o coronel Charles Moray de Abercairnie. Em 5 de dezembro de 1797 foi licenciado como pregador pelo presbitério de Auchterarder, mas não obteve um cargo rapidamente. Em agosto de 1806 foi apresentado à igreja de Drummelzier, no presbitério de Peebles, e foi ordenado em 19 de março de 1807.
Quando a cadeira de matemática ficou vaga na Universidade de St. Andrews em 1807, Haldane foi nomeado para o cargo de Regius Professor de Matemática, e renunciou ao seu cargo em Drummelzier em 2 de outubro de 1809. Permaneceu no cargo até 1820, quando foi promovido pela coroa ao cargo pastoral da paróquia de St. Andrews, vaga pela morte do diretor George Hill. Seu antecessor ocupou o cargo de diretor do St Mary's College, St Andrews em conjunto com seu gabinete ministerial, e o mesmo arranjo foi seguido no caso de Haldane, que foi admitido em 28 de setembro de 1820. Como diretor foi ex officio primarius professor of divinity.
Em 17 de maio de 1827 Haldane foi eleito Moderator of the General Assembly of the Church of Scotland. Na época do cisma de 1843 Haldane foi chamado para a cadeira ad interim. Foi eleito fellow da Sociedade Real de Edimburgo em 1820, sendo seus proponentes George Dunbar, Robert Jameson, Alexander Brunton e Patrick Neill. Em 1828 foi sucedido como moderador pelo reverendo Stevenson McGill.
Morreu no St Mary's College, St Andrews, em 9 de março de 1854, com 82 anos de idade, e foi sepultado na Catedral de St Andrews. A sepultura está na parede norte, à esquerda do distintivo memorial militar branco ao tenente-coronel Sir Hugh Lyon Playfair. A inscrição em mármore de Haldane está muito erodida.
Seu retrato estava no hall da biblioteca da universidade em St. Andrews. Foi sucedido por John Tulloch.